# Stella Carnacina
Stella Carnacina, née le 24 février 1955 à Rome (Latium), est une actrice et chanteuse italienne, qui s'est plus tard reconvertie en agente immobilière.

## Biographie
Fille d'une chanteuse d'opéra, nièce du restaurateur Luigi Carnacina (it) et sœur du chanteur Lanfranco, elle a été pendant un peu plus d'une décennie une actrice très recherchée pour son profil et ses cheveux noirs à la télévision et au cinéma. Elle a fait ses débuts au cinéma en 1971 dans le film de Giorgio Stegani Le Soleil dans la peau puis dans un petit rôle dans Big Guns aux côtés d'Alain Delon ; sa carrière cinématographique, parsemée de nombreux films d'exploitation, comprend le rôle principal de la jeune fille possédée dans L'Exorcisation  (1974), un plagiat de L'Exorcisme (1973). Entre 1971 et 1982, elle a joué dans seize films et œuvres télévisées. Ces dernières comprennent, outre des films de fiction (par exemple Arrivano i mostri d'Ugo Gregoretti en 1977 aux côtés de Lino Banfi), quelques spectacles comme Discoverde (1982) et Estate Disco (1985).
En mai 1975, elle a fait la couverture de Playboy Italie. Parallèlement à son activité d'actrice, Carnacina a enregistré sept singles entre 1976 et 1985 ; sa chanson la plus connue est Rosso sera, diffusée en 1977.
Après sa carrière dans le monde du spectacle, Stella Carnacina s'est consacrée à l'immobilier.

## Filmographie
- 1971 : Le Soleil dans la peau (Il sole nella pelle) de Giorgio Stegani
- 1973 : Encore une fois avant de se quitter (Ancora una volta prima di lasciarci) de Giuliano Biagetti
- 1973 : Big Guns (Tony Arzenta) de Duccio Tessari
- 1973 : La Police au service du citoyen (La polizia è al servizio del cittadino?) de Romolo Guerrieri
- 1973 : Dérapage contrôlé (Troppo rischio per un uomo solo) de Luciano Ercoli
- 1974 : A forza di sberle (it) de Bruno Corbucci
- 1974 : L'Exorcisation (L'ossessa) de Mario Gariazzo
- 1974 : Bello come un arcangelo (it) d'Alfredo Giannetti
- 1976 : San Pasquale Baylonne protettore delle donne (it) de Luigi Filippo D'Amico
- 1976 : Atti impuri all'italiana (it) d'Oscar Brazzi
- 1977 : Nel silenzio della notte (téléfilm) de Mario Caiano
- 1977 : Ring (it) de Luigi Petrini
- 1979 : White Pop Jesus de Luigi Petrini
- 1981 : Vigili e vigilesse (it) de Francesco Prosperi
- 1982 : Apocalisse di un terremoto de Sergio Pastore

## Discographie

### Single
- 1976 : Tanto tanto teneramente/Il giorno dell'amore (WJK Record, K 00449)
- 1977 : Rosso sera/Il giorno dell'amore (Yep, 00695)
- 1978 : How wonderful you are/For away (Eleven,  EL 80)
- 1980 : Che stupida serata/Tu...io (Eleven)
- 1982 : Antille/Stella d'Antille (CBS, CBS A 1914)
- 1984 : Amare te/Luci di New York (Young Records YR 02180)
- 1985 : Non basterà/Sola (Young Records, YR 019)

### Single sorti en dehors d'Italie
- 1977 : Rosso sera/Il giorno dell'amore (vendu en Allemagne avec une couverture différente de celle de l'édition italienne)